# انتخابات الرئاسة الصينية 2013
الانتخابات الرئاسية لجمهورية الصين الشعبية في عام 2013 انتخب فيها مجلس الشعب الصيني شي جين بينغ رئيسًا للصين في 14 مارس 2013 لمدة 5 سنوات قابلة للتجديد دورة رئاسية أخري ولتكون الفترة الرئاسية الأولى له خلفا هو جينتاو. وجاء ذلك عقب اختيار شي جين بينغ رئيسًا الحزب الشيوعي الصيني أثناء أعمال المؤتمر الثامن عشر بانتخاب قيادة جديدة له وللبلاد وذلك في 15 نوفمبر 2012.

## أحداث اختياره لرئاسة الحزب الشيوعي
أُجريت عملية انتخاب الرئيس الجديد للصين، بسرية مطلقة، وذلك في بعد انتهاء مناقشات المؤتمر الثامن عشر للحزب الشيوعي الصيني.
اجتمعت اللجنة المركزية الجديدة للحزب، المكونة من 205 أعضاء خلال المؤتمر، وقام الأعضاء بإنتخاب أعضاء المكتب السياسي الجديد والمسؤول عن انتخاب أعضاء «اللجنة الدائمة»، التي خفض عدد أعضائها من تسعة إلى سبعة، بينهم شي جين بينغ.